# Ърнест Ербщайн
Ърнест Ербщайн е унгарски футболист и треньор, изпълнителен директор на Великият Торино.

## Кариера
Ербщайн прекарва по-голямата част от своята кариера като футболист в Будапещи АК, където е почти десетилетие. След това преминава в клуба от Серия А Фиумана, а по-късно и във Виченца Калчо. За две години играе и в Съединените щати за Бруклин Уондърърс, преди да се оттегли от игралното поле.
Като треньор, шанс му дава Бари, след което има кратки престои в Ночерина, Каляри Калчо и отново Бари, преди да се премести в Лукезе, където остава пет години. След това Ербщайн отива в Торино, но поради Втората световна война и факта, че е евреин, той се завръща в Унгария.
След войната, Ербщайн отново се присъединява към Торино. Това е най-известният му престой в италианския футбол, тъй като отбора от Торино става известен като Великият Торино. Ербщайн, заедно с англичанина Лесли Лийвесли са сътреньори през сезон 1948/49.
Ърнест Ербщайн загива на 4 май 1949 г. в самолетната катастрофа в Суперга, близо до Торино.

## Отличия
Торино (изпълнителен директор)
- Серия А: 1948/49